# Suhagi
Suhagi là một thị trấn thống kê (census town) của quận Jabalpur thuộc bang Madhya Pradesh, Ấn Độ.

## Nhân khẩu
Theo điều tra dân số năm 2001 của Ấn Độ, Suhagi có dân số 8371 người. Phái nam chiếm 53% tổng số dân và phái nữ chiếm 47%. Suhagi có tỷ lệ 44% biết đọc biết viết, thấp hơn tỷ lệ trung bình toàn quốc là 59,5%: tỷ lệ cho phái nam là 62%, và tỷ lệ cho phái nữ là 24%. Tại Suhagi, 12% dân số nhỏ hơn 6 tuổi.